# Hrvatski Nogometni Klub Rijeka 2022-2023
Questa voce raccoglie le informazioni riguardanti la Hrvatski Nogometni Klub Rijeka nelle competizioni ufficiali della stagione 2022-2023.

## Stagione
Il Rijeka iniziò male la stagione venendo subito eliminata dai preliminari della Conference League dagli svedesi del Djurgården e conquistando solo 4 punti nelle prime quattro giornate di campionato. A causa della situazione in classifica pericolante, il 16 agosto 2022 l'allenatore Dragan Tadić venne esonerato e gli subentrò il vice Fausto Budicin. Anche questi fu esonerato dopo aver conquistato un solo punto nelle successive tre partite, venendo sostituito da Serse Cosmi. Anche dopo l'ennesimo cambio di allenatore la squadra stentò a riprendersi, anzi nelle successive quattro partite conquistò un solo punto ritrovandosi all'undicesima giornata all'ultimo posto a pari punti con il HNK Gorica.
Nelle giornate successive la squadra abbandonò l'ultimo posto in classifica alternando vittorie e sconfitte. In Coppa di Croazia il Rijeka superò a stento il primo turno imponendosi solo ai rigori sul modesto Moslavina (militante nel quinto livello) ma fu eliminato al secondo turno dal BSK Bijelo Brdo (militante nella serie cadetta). Dopo l'umiliante sconfitta interna per 7-2 contro la capolista Dinamo Zagabria, Cosmi venne esonerato, con la squadra in terzultima posizione. Sotto la sua guida la squadra conquistò solo 10 punti in altrettante partite e fu eliminata in coppa da una squadra di categoria inferiore.
A sostituirlo arrivò Sergej Jakirović. Sotto la guida dell'allenatore bosniaco la squadra riuscì a riportarsi in lotta per la qualificazione nelle coppe europee e, grazie ai 26 punti conquistati nelle successive 12 partite, alla ventinovesima giornata raggiunse il terzo posto sorpassando l'Osijek. Tuttavia, conquistando solo due punti nelle ultime quattro giornate, fu scavalcato alla penultima giornata dallo stesso Osijek terminando il campionato al quarto posto valevole comunque per la qualificazione in Conference League.

## Rosa
| N. |                                 | Ruolo | Calciatore        |
| -- | ------------------------------- | ----- | ----------------- |
| 1  | Croazia (bandiera)              | P     | Nediljko Labrović |
| 2  | Croazia (bandiera)              | D     | Filip Braut       |
| 3  | Russia (bandiera)               | D     | Michail Merkulov  |
| 5  | Croazia (bandiera)              | D     | Niko Galešić      |
| 6  | Croazia (bandiera)              | C     | Matej Mitrović    |
| 7  | Bosnia ed Erzegovina (bandiera) | C     | Mario Vrančić     |
| 8  | Croazia (bandiera)              | C     | Adrian Liber      |
| 9  | Colombia (bandiera)             | A     | Jorge Obregón     |
| 10 | Croazia (bandiera)              | C     | Alen Halilović    |
| 11 | Ghana (bandiera)                | C     | Prince Ampem      |
| 12 | Montenegro (bandiera)           | D     | Andrija Vukčević  |
| 15 | Croazia (bandiera)              | D     | Anton Krešić      |
| 16 | Croazia (bandiera)              | C     | Dominik Simčić    |
| 17 | Croazia (bandiera)              | C     | Matej Vuk         |
| 18 | Albania (bandiera)              | C     | Lindon Selahi     |
| 20 | Colombia (bandiera)             | D     | Andrés Solano     |
| 21 | Svizzera (bandiera)             | D     | Nikita Vlasenko   |
| 23 | Croazia (bandiera)              | C     | Denis Bušnja      |
| 24 | Croazia (bandiera)              | A     | Matija Frigan     |
| 25 | Croazia (bandiera)              | C     | Veldin Hodža      |
| 27 | Bosnia ed Erzegovina (bandiera) | A     | Admir Bristrić    |
| 28 | Croazia (bandiera)              | D     | Ivan Smolčić      |

| N. |                                 | Ruolo | Calciatore        |
| -- | ------------------------------- | ----- | ----------------- |
| 30 | Canada (bandiera)               | C     | Antoine Coupland  |
| 32 | Croazia (bandiera)              | D     | Alen Grgić        |
| 33 | Nigeria (bandiera)              | P     | David Nwolokor    |
| 34 | Ghana (bandiera)                | C     | Jacob Aboosah     |
| 40 | Spagna (bandiera)               | C     | Pablo Álvarez     |
| 44 | Croazia (bandiera)              | C     | Filip Dujmović    |
| 47 | Serbia (bandiera)               | C     | Damjan Pavlovic   |
| 55 | Croazia (bandiera)              | D     | Duje Dujmović     |
| 80 | Albania (bandiera)              | C     | Bernard Karrica   |
| 91 | Croazia (bandiera)              | P     | Mislav Zadro      |
| 92 | Austria (bandiera)              | A     | Marco Djuricin    |
| 96 | Italia (bandiera)               | C     | Gabriel Lunetta   |
| 98 | Bosnia ed Erzegovina (bandiera) | P     | Martin Zlomislić  |
| 99 | Francia (bandiera)              | C     | Naïs Djouahra     |
|    | Croazia (bandiera)              | C     | Bruno Bogojević   |
|    | Niger (bandiera)                | D     | Djibrilla Ibrahim |
|    | Croazia (bandiera)              | C     | Karlo Valjan      |
|    | Croazia (bandiera)              | D     | Antonio Galešić   |
|    | Ghana (bandiera)                | C     | Prince Arthur     |
|    | Zambia (bandiera)               | C     | Emmanuel Banda    |
|    | Portogallo (bandiera)           | D     | Danilo Veiga      |

## Risultati

### SuperSport HNL
| Arbitro: | Duje Strukan (Spalato) |

|  |           |             |
|  | Marcatori | 74’ Obregón |

| Arbitro: | Tihomir Pejin (Donji Miholjac) |

|               |           |           |
| M. Frigan 39’ | Marcatori | 77’ Kalik |

| Arbitro: | Dario Bel (Osijek) |

|                                  |           |             |
| Goričan 14’ Çokaj 19’ Vasilj 79’ | Marcatori | 35’ Karrica |

| Arbitro: | Jakov Titlić (Hrvace) |

|  |           |           |
|  | Marcatori | 70’ Crnac |

| Arbitro: | Zdenko Lovrić (Đakovo) |

|              |           |           |
| Petković 26’ | Marcatori | 5’ Vučkić |

| Arbitro: | Ante Čuljak (Zagabria) |

|              |           |                               |
| Djouahra 47’ | Marcatori | 74’ (rig.) Teklić 87’ Kolarić |

| Arbitro: | Igor Pajač (Sveti Ivan Zelina) |

|                                    |           |              |
| Lauritsen 28’ Špikić 30’ Oršić 60’ | Marcatori | 84’ Vlasenko |

| Arbitro: | Ante Čulina (Zagabria) |

|  |           |                            |
|  | Marcatori | 36’ Miérez 44’, 63’ Caktaš |

| Arbitro: | Dario Bel (Osijek) |

|                         |           |  |
| Biuk 66’ N. Kalinić 76’ | Marcatori |  |

| Fiume 18 settembre 2022, ore 15:00 CEST (UTC+2) 10ª giornata | Rijeka                | 0 – 0 referto | Sebenico | Rujevica (3 371 spett.)\| Arbitro: \| Fran Jović (Zagabria) \| |
| Arbitro:                                                     | Fran Jović (Zagabria) |               |          |                                                                |

| Arbitro: | Igor Pajač (Sveti Ivan Zelina) |

|  |           |             |
|  | Marcatori | 51’ Awaziem |

| Arbitro: | Duje Strukan (Spalato) |

|  |           |                                |
|  | Marcatori | 56’ Ampem 68’ (rig.) Halilović |

| Arbitro: | Zdenko Lovrić (Đakovo) |

|                                      |           |  |
| M. Frigan 26’, 78’ Vučkić 39’ (rig.) | Marcatori |  |

| Arbitro: | Ante Čulina (Zagabria) |

|                                 |           |            |
| Hoxha 45’ Krstanović 79’ (rig.) | Marcatori | 49’ Vučkić |

| Arbitro: | Dario Bel (Osijek) |

|  |           |           |
|  | Marcatori | 63’ Erceg |

| Arbitro: | Duje Strukan (Spalato) |

|  |           |                                      |
|  | Marcatori | 47’ M. Frigan 85’ Selahi 90+2’ Grgić |

| Arbitro: | Dario Bel (Osijek) |

|                           |           |                                                                  |
| Lunetta 47’ Vrančić 90+1’ | Marcatori | 2’ Mišić 13’, 44’ Oršić 27’ Špikić 56’ J. Šutalo 72’, 85’ Emreli |

| Arbitro: | Patrik Kolarić (Čakovec) |

|              |           |                      |
| Špoljarić 9’ | Marcatori | 38’ (rig.) M. Frigan |

| Arbitro: | Zdenko Lovrić (Đakovo) |

|          |           |                          |
| Delić 7’ | Marcatori | 4’ M. Frigan 87’ Obregón |

| Arbitro: | Ante Čulina (Zagabria) |

|                   |           |                         |
| Livaja 90’ (rig.) | Marcatori | 83’ M. Frigan 65’ Ampem |

| Arbitro: | Patrik Kolarić (Čakovec) |

|                            |           |  |
| Marin 50’ (rig.) Liber 83’ | Marcatori |  |

| Arbitro: | Patrik Kolarić (Čakovec) |

|             |           |                           |
| Marić 90+2’ | Marcatori | 10’ M. Frigan 69’ Obregón |

| Arbitro: | Igor Pajač (Sveti Ivan Zelina) |

|  |           |           |
|  | Marcatori | 85’ Crnac |

| Arbitro: | Jakov Titlić (Hrvace) |

|  |           |                            |
|  | Marcatori | 22’, 90+5’ (rig.) Janković |

| Arbitro: | Dario Bel (Osijek) |

|                                |           |             |
| Selahi 45’ Ampem 53’ Banda 59’ | Marcatori | 88’ Jelenić |

| Arbitro: | Menelaos Antoniou |

|               |           |  |
| Ristovski 67’ | Marcatori |  |

| Arbitro: | Duje Strukan (Spalato) |

|                      |           |             |
| M. Frigan 31’ (rig.) | Marcatori | 90+4’ Žaper |

| Arbitro: | Zdenko Lovrić (Đakovo) |

|               |           |  |
| M. Frigan 48’ | Marcatori |  |

| Arbitro: | Igor Pajač (Sveti Ivan Zelina) |

|                        |           |  |
| M. Frigan 9’ Marin 76’ | Marcatori |  |

| Arbitro: | Ante Čulina (Zagabria) |

|           |           |  |
| Fućak 63’ | Marcatori |  |

| Arbitro: | Duje Strukan (Spalato) |

|                         |           |  |
| M. Frigan 65’ Liber 67’ | Marcatori |  |

| Arbitro: | Patrik Kolarić (Čakovec) |

|                |           |                                 |
| Krstanović 47’ | Marcatori | 1’ Ampem 20’Hodža 79’ M. Frigan |

| Arbitro: | Igor Pajač (Sveti Ivan Zelina) |

|                                  |           |                        |
| M. Frigan 73’ (rig.) Ampem 90+7’ | Marcatori | 31’ Kadušić 50’ Bakrar |

| Arbitro: | Ante Čulina (Zagabria) |

|                         |           |  |
| Domjanić 47’ Teklić 58’ | Marcatori |  |

| Arbitro: | Duje Strukan (Spalato) |

|             |           |                            |
| Marin 90+1’ | Marcatori | 43’ Ivanušec 62’ Moharrami |

| Arbitro: | Patrik Kolarić (Čakovec) |

|                     |           |           |
| Mitrović 65’ (aut.) | Marcatori | 31’ Banda |

### Coppa di Croazia
| Arbitro: | Ivan Čužić (Velika Gorica) |

|                                    |                      |                                          |
| Lončarević 33’                     | Marcatori            | 65’ Frigan                               |
| Batarelo Bača Škurla Peranić Novak | Tiri di rigore 4 – 5 | Álvarez M. Frigan Ampem Djouahra Galešić |

| Arbitro: | Jakov Titlić (Hrvace) |

|                      |           |            |
| Tokich 11’ Pudić 75’ | Marcatori | 7’ Lunetta |

### UEFA Europa Conference League
| Arbitro: | Christian-Petru Ciochirca |

|            |           |                            |
| Vučkić 13’ | Marcatori | 38’ Finndell 54’ Edvardsen |

| Arbitro: | Snir Levy |

|                    |           |  |
| Hien 55’ Banda 84’ | Marcatori |  |